# Khudaibergen Devanov
 (décembre 2023).
Khudaibergen Devanov (en ouzbek : Xudoybergan Devonov; en russe : Худайберген Деванов; 1879-1940) était un photographe, cinéaste et cameraman ouzbek d'avant-garde. Il est considéré comme une grande figure de la culture dans sa ville natale de Khiva, chargé de prendre des photos de sa ville et de ses personnages.

## Biographie

### Jeunesse
Khudaibergen Devanov est né en 1879 dans la famille du secrétaire de Haman et directeur et surintendant des possessions de Khojeyli, Nurmuhammad Devan. Il a reçu une éducation à la maison, où il a appris le persan et l'arabe. Il aimait la poésie et essayait d'en écrire. Il a appris à jouer de presque tous les instruments traditionnels ouzbeks. Il aimait jardiner et près de dix variétés de fleurs étaient cultivées dans son jardin familial, selon l'artiste Madrahim Yakubov Sheroziy. Dès l’âge de 6 et 7 ans, il prend goût aux sciences.
Il a appris à lire et à écrire le russe entre 14 et 15 ans et a étudié l'allemand auprès des mennonites germanophones de Khiva vivant à la Mosquée Blanche. Son premier professeur fut le photographe et cinéaste allemand de la Volga Wilhelm Penner, qui l'initia à la photographie et au travail photographique.

### Carrière dans les arts visuels
Dans la société islamique conservatrice de Khiva, où la représentation religieuse de tout ce qui est animé était interdite, Devanov a réussi à poursuivre sa passion pour la photographie.
Devanov s'est rendu à Saint-Pétersbourg en 1908 en tant que délégation du Khiva Khanat. Dans la capitale de l'Empire russe, Devanov a été initié aux subtilités du travail photographique et a étudié auprès de professionnels russes. Après avoir terminé son travail au sein de la délégation, il est resté 2 mois à Saint-Pétersbourg pour un stage. Il a rapporté divers accessoires de cinéma et de photographie, dont l'appareil photo de marque PATE n° 593, qui lui a permis de tourner de manière indépendante le premier documentaire ouzbek. Il filme Isfandiyar Khan partant pour un phaéton en 1910. Ses premiers films Monuments de l'architecture de notre région (114 mètres, 1913), Types du Turkestan (100 mètres, 1916), etc. ont également été conservés.
1908 marque la naissance du cinéma ouzbek. Devanov a filmé et photographié différentes mosquées, sites historiques et minarets, faisant connaître la culture et les sites touristiques de Khiva,.

### Mort et postérité
En 1936, Devanov commença à percevoir une pension en raison de son grand âge. Les membres du parti Polyazxoji Khiva Yusupov, Cholikarov, Mulla Bekchan Raxmanov, Otajanov, ainsi qu'Akmal Ikramov et Fayzulla d'Ouzbékistan, ont uni leurs forces avec Devanov contre l'économie stalinienne, affirmant que l'État était l'ennemi du peuple. En 1938, il fut envoyé dans un camp de prisonniers politiques à Yangiyul. Il a été abattu dans le district de Zangiata, à Tachkent, en 1940. Devanov et ses compagnons ont été réhabilités en 1958. Une exposition lui est désormais consacrée au musée Ichan Kala de Khiva.